# Hubba Bubba
 (mars 2018).
Si vous disposez d'ouvrages ou d'articles de référence ou si vous connaissez des sites web de qualité traitant du thème abordé ici, merci de compléter l'article en donnant les références utiles à sa vérifiabilité et en les liant à la section « Notes et références ».
Pour les articles homonymes, voir Bubba.
Hubba Bubba est une marque de chewing-gum produite, à l'origine, par la Wm. Wrigley Jr. Company, une filiale de Mars. Elle a été créée aux États-Unis en 1979.

## Produit
Hubba Bubba est depuis exportée dans divers pays du monde. Le principal argument de vente du chewing-gum consiste à dire qu'Hubba Bubba est moins collant que les autres marques, et donc que les bulles éclatées sont plus faciles à décoller de la peau. Les premiers échantillons de Hubba Bubba ont été élaborés selon la saveur originale du chewing-gum. Depuis, d'autres parfums ont été produits dans le monde. La plupart d'entre eux sont à base de fruits. Ils sont principalement destinés aux jeunes enfants, des vignettes étant contenues dans les paquets.